# Les Courtes
Les Courtes é um cume do Maciço do Monte Branco, nos Ródano-Alpes da França. Situadas no tergo que une a Aiguille de Triolet à Aiguille Verte separa o glaciar de Talèfre a sul do glaciar de Argentière a norte.
Les Courtes apresentam-se como uma longa aresta em semicírculo, com vários cumes desde o Pas des Droites com 3 733 m a noroeste, ao Pas des Cristaux, com 3 01 m a sudeste :
- a Tour des Courtes, a 3816 m, com o colo da Tour des Courtes a 3720 m por onde passa a via normal
- o ombro Oesta, a 3841 m
- o ponto culminante de Les Courtes a 3856 m
- a Aiguille Chenavier a 3799 m
- a Aiguille Croulante a 3765 m
- a Aiguille qui Remue a 3724 m

A face nordeste, a travessia de Les Courtes, seguido da Aiguille Ravanel e Aiguille  Mummery, o esporão central NNE e a face norte, são respetivamente os n° 29, 38, 76 e 94 das 100 mais belas corridas de montanha.
A via de aproximação pode ser feita pelo Refúgio de Argentière, a 2771 m, ou pelo Refúgio do Couvercle, a 2687 m.
A primeira ascensão foi feita a 4 de agosto de 1876 por Henri Cordier, Thomas Middlemore, J. O. Maund, Johann Jaun e Andreas Maurer com o guia Jakob Anderegg.

## Características
Via normal, pelo Pas des Courtes, com :
- Altitude: 3856 m
- Desnível: 1200 m
- Orientação principal: sul
- Cotação global: PD

## Imagens
Imagem exterior com «informação dos itinerários, norte, nordeste e sul» (em francês)
Em «Zorgloob» o Glaciar de Talèfre e a localização da Aiguille Verte, Les Droites, Les Courtes, a Aiguille de Triolet, Aiguille de Talèfre, Aiguille de Leschaux, Dent du Géant, Tour Ronde, monte Branco do Tacul, Aiguille du Midi, Aiguille du Plan, Aiguille du Grépon, e Aiguille de l'M.